# کاواجیری هیده‌ناگا
کاواجیری هیده‌ناگا (به ژاپنی: 河尻 秀長 かわじり ひでなが Ikoma) (تولد نامشخص – مرگ ۱۶۰۰) یک دایمیو در دوره سنگوکو و اوایل دوره ادو بود. او پسر کاواجیری هیده‌تاکا بود.